# Чжоу Пин
Чжо́у Пин (кит. упр. 周萍, пиньинь Zhōu Píng; род. 18 февраля 1968) — китайская гимнастка, призёр Олимпийских игр.

## Биография
Чжоу Пин родилась в 1968 году в городе Далянь (провинция Ляонин). В 1982 году вошла в национальную сборную. В 1984 году на международном турнире Пекина она завоевала золотую медаль в составе команды, став при этом чемпионкой в вольных упражнениях и обладательницей серебряной медали в упражнениях на бревне. На Олимпийских играх в Лос-Анджелесе она стала обладательницей бронзовой медали в составе команды. В 1985 году из-за травмы она была вынуждена завершить спортивную карьеру, став тренером в любительской спортшколе в Даляне.
Сын Чжоу Пин — известный рэпер Джексон Ван.